# Jaime Duque Grisales
Jaime Duque Grisales (Villamaría, 11 de junio de 1917-Tocancipá, 5 de noviembre de 2007) fue un piloto colombiano de la década de 1940. Es conocido por ser el creador del Parque Jaime Duque que empezó a funcionar en 1983.

## Biografía

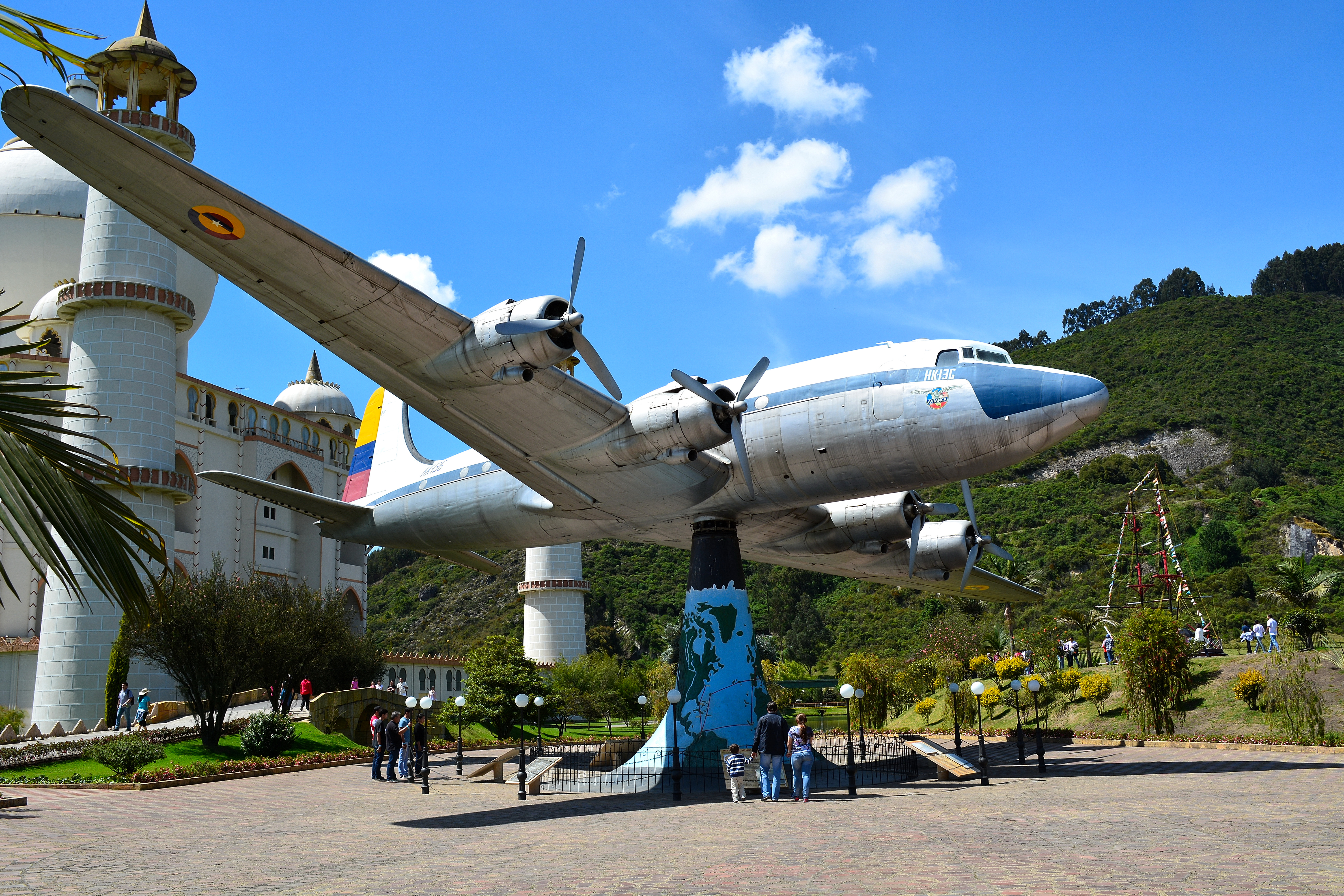
Parque Jaime Duque

Nació en la población de Villamaría en el departamento de Caldas, vivió sus primeros años en Bogotá, la capital del país, posteriormente viajó a Estados Unidos para estudiar pilotaje de aviones finalizando en 1944, cuando regresó al país para enrolarse en la empresa de aviación comercial Avianca, donde se convirtió en jefe de pilotos. 
Su primera esposa fue Yolanda Romero Moyano. De esta relación no hubo hijos. 
En 1983, se inauguró el parque que lleva su nombre, ubicado en el municipio de Tocancipá Cundinamarca a 34 kilómetros de Bogotá. 
Inauguró y organizó rutas internacionales de Avianca; cruzó los mares utilizando la navegación astronómica, cuando no existían ayudas de radio.
El capitán Jaime duque Grisales creo en villamaria "fundación Jaime duque Grisales"
Ahora llamado Jaime duque Grisales y era el colegio con mejor museo de caldas 
Falleció en 2007 a los 90 años debido a complicaciones renales y cardíacas.